# Ender

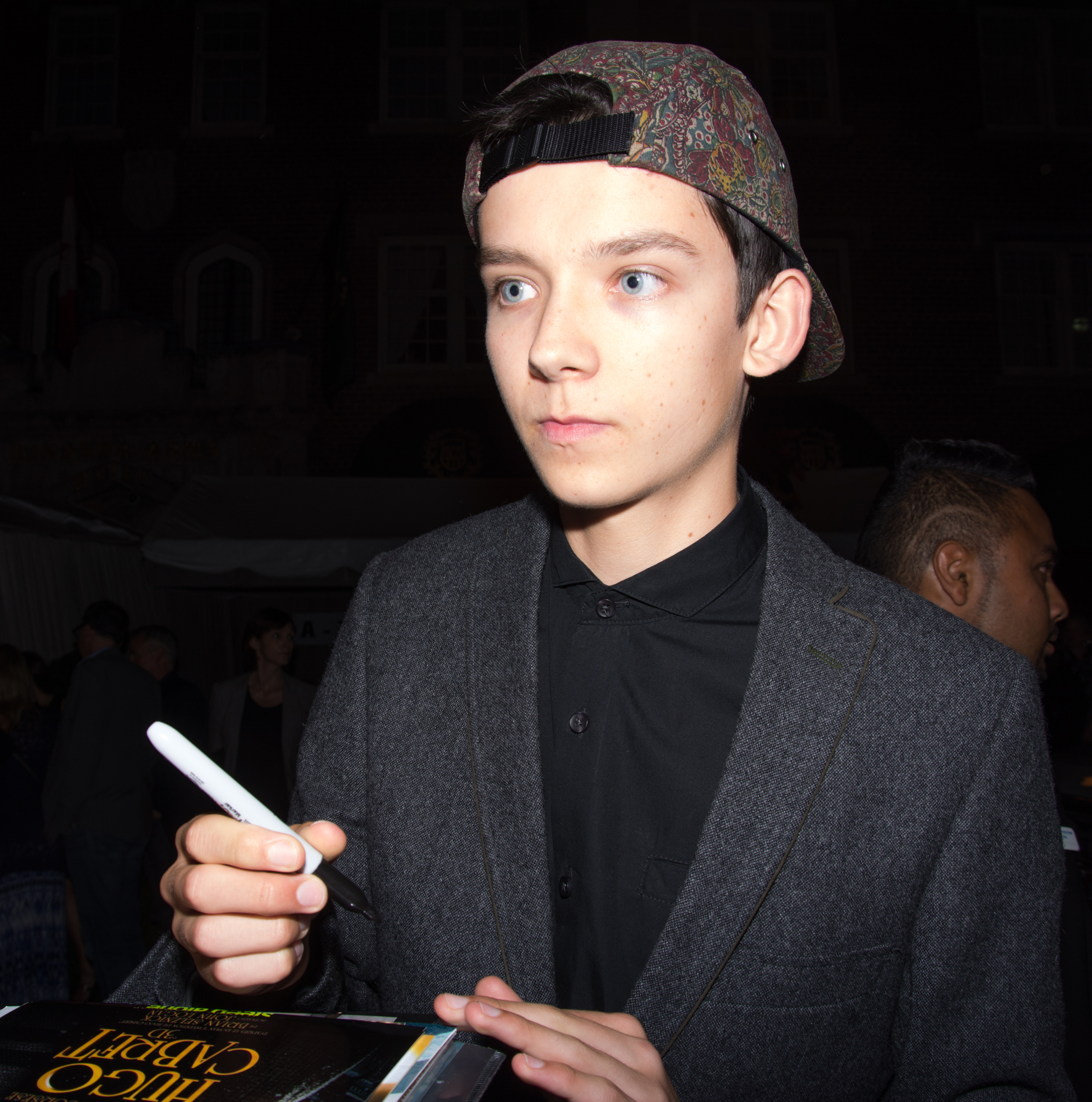
Asa Butterfield, odtwórca roli Endera Wiggina w filmie z 2013

Ender (właśc. Andrew Wiggin, zwany też Enderem Ksenobójcą i Mówcą Umarłych) – postać fikcyjna, główny bohater Sagi Endera, autorstwa amerykańskiego pisarza, Orsona Scotta Carda. Postać (jako Ender Wiggins) pojawiła się po raz pierwszy w opowiadaniu Gra Endera, opublikowanym w sierpniu 1977 r. przez Analog. Tekst, rozbudowany do rozmiaru powieści Gra Endera, ukazał się w 1985 r. i zdobył najważniejsze nagrody w literaturze fantastycznej, nagrodę Hugo oraz Nebulę, podobnie jak kontynuacja wydana rok później, Mówca umarłych.

## Historia postaci
W powieści Gra Endera tytułowy bohater jest najmłodszym z trójki rodzeństwa obdarzonego wybitną inteligencją. Władze większości państw świata zezwalają na posiadanie tylko dwojga dzieci, rodzice Wigginów wyjątkowo otrzymali zgodę na trzeciego potomka, gdyż władze miały nadzieję, że będzie nadawał się na dowódcę ziemskiej floty kosmicznej. Starsze rodzeństwo Endera, siostra Valentine i brat Peter byli genialni, lecz nie spełnili pokładanych w nich nadziei.
Akcja powieści rozgrywa się w dalekiej przyszłości, kiedy Ziemia zagrożona jest zniszczeniem przez robale – owadopodobne, obce istoty spoza układu słonecznego. W celu przeciwstawienia się temu zagrożeniu ludzkość ucieka się do niecodziennej metody – wybiera spośród urodzonych na całym świecie dzieci te najinteligentniejsze i od najmłodszych lat szkoli je na żołnierzy, którzy mają pokierować ziemskimi siłami kosmicznymi w tej rozgrywce o życie.
Andrew zostaje wysłany na naukę do Szkoły Bojowej, gdzie, mimo młodego wieku, okazuje się najlepszym uczniem. W wieku 10 lat zostaje przeniesiony do elitarnej Szkoły Dowodzenia, gdzie jest uczony przez samego Mazera Rackhama, legendarnego dowódcę, który pokonał robale i ocalił Ziemię podczas inwazji. Razem ze swoim zespołem Ender radzi sobie nadzwyczaj dobrze, w końcu staje przed końcowym egzaminem. Sądząc, że kontynuuje grę strategiczną, w rzeczywistości dowodzi flotą Ziemian i pokonuje robale, niszcząc ich macierzysty świat i cała rasę.
W dalszych częściach sagi (Mówca umarłych, Ksenocyd i Dzieci umysłu) akcja toczy się trzy tysiące lat po wydarzeniach z pierwszej powieści. Ender, oceniony po czasie przez ludzkość jako ksenobójca – niszczyciel rasy – i powszechnie potępiony, jest dorosłym człowiekiem, który podróżuje anonimowo przez Wszechświat jako Mówca umarłych, przedstawiciel nowego ruchu quasireligijnego. Mówcy badają życie zmarłych osób, próbują je zrozumieć, a następnie opowiadają o tym podczas ceremonii pogrzebowej. Ender jest autorem dwóch książek: Królowej Kopca i Hegemona, które opublikował pod pseudonimem  Mówca umarłych, aby wyjaśnić mentalność robali oraz ludzi. Właśnie te książki zapoczątkowały ruch Mówców Umarłych.
Ender przybywa na planetę Lusitania, aby spełnić obowiązek Mówcy Umarłych wobec naukowca zabitego przez badanych przez niego przedstawicieli tubylczej cywilizacji – pequeninos. Choć początkowo spotyka się z niechęcią tamtejszej społeczności, wkrótce udaje mu się zjednać sobie wszystkich i wyjaśnić wiele tajemnic. Ender doprowadza do zawarcia umowy między trzema cywilizacjami: ludźmi, pequeninos i robalami, jednocześnie odcinając planetę od reszty kolonii ludzkich, ze względu na zagrożenie rozprzestrzenieniem się miejscowego śmiertelnego wirusa, descolady na inne światy. Ender zakłada rodzinę oraz znajduje nowe gniazdo dla Królowej Kopca, pozwalając odrodzić się gatunkowi robali.

## Charakterystyka postaci
Ender jest obdarzony wybitną inteligencją, zdolnościami przywódczymi, ale i empatią, współczuciem i samokrytycyzmem. Umie przełamywać schematy, by osiągnąć cel. To powoduje, iż potrafi sprostać najwyższym wyzwaniom, zarówno w wojnie kosmicznej, jak i docieraniu do serc ludzi.
Jego ojciec był emigrantem z Polski, zanim przyjął nazwisko John Paul Wiggin nazywał się Jan Paweł Wieczorek.

## Ekranizacja
W adaptacji filmowej Gra Endera, postać Endera odtwarza Asa Butterfield.